# 迈克尔·欧文
迈克尔·詹姆斯·欧文（英語：Michael James Owen，1979年12月14日—），英格蘭退役職業足球員，世界足壇最佳英格蘭巨星之一。擔任前鋒。和贝克汉姆一樣，欧文為英格兰足球代表隊陣內少數於近10年內出席過每一項重要大賽的球員，包括1998年、2002年及2006年三屆世界盃決賽周，以及2000年及2004年兩屆歐洲國家盃。在英格蘭一線隊的隊史射手榜上，歐文以40顆進球名列第四。
欧文未满18岁时即进入利物浦一线阵容，打破過多项英格蘭超級足球聯賽和英格兰足球代表隊最年輕的出场及入球队员的纪录。欧文足球觸觉敏锐，射术出色，双脚均能射门，其帶球引進以速度和爆发力为主，结合突然的变线，使得其擁有極高的突破能力，以速度及入球能力成為世界著名的球员，成為利物浦球迷的寵兒。歐文於2001年奪得俱乐部历史上迄今唯一一个歐洲足球先生殊荣。欧文離開利物浦後，先後於皇家马德里、效力了5年后，于2009年夏季轉投利物浦队的宿敵曼聯，引起利物浦球迷不滿。縱然如此，奧雲卻在曼聯奪得職業生涯首個及唯一一個英超冠軍。之後他於2012年轉投史篤城，2013年結束球員生涯，退休後曾投入賽馬事業，現擔任球評與分析賽事的專欄作家。
歐文是足壇快速崛起又快速墜落的巨星之一，年僅十七八歲便能在國家隊及球會皆站穩先發前鋒的位置可見天賦之高，但當邁入壯年其傷患問題浮現嚴重影響發揮，其速度型打法也難以維持。另外也有說指他在足球生涯取得成功後，心思少放於球場上而專注於場外的賽馬事業而讓狀態快速下滑、早早離開頂級聯賽。

## 生平

### 足球運動員

#### 利物浦
- 歐文早在13歲時加入利物浦。當時只是學徒球員，但就曾被曼聯、阿仙奴等勁旅招攬，但最後歐文選擇了利物浦。歐文在1996年青年足總盃裡對陣韋斯咸時因為射入奠定性一球贏得獎盃，因此四個月後被利物浦正式簽約，成為一隊隊員。
- 1997年5月首次代表利物浦出戰英超聯，當時是對陣溫布頓。其後歐文上陣時間漸多。1997-98年球季出戰歐洲足協盃，歐文取得職業生涯首個歐洲賽入球；同一球季對陣錫周三，歐文更演出帽子戲法。
- 1998-99年球季歐文在40場比賽裡取得23個入球，惟不幸利物浦在該季表現強差人意，只能取得第七名喪失歐洲賽參賽資格。欧文在利物浦和利兹联队的比赛中跟腱再度受伤，这个消息令所有喜爱他的人失望和不安，随后，欧文又几次受伤，使得他缺阵的时间比预想的要长很多。翌季利物浦由法國人侯利亞執教。他換走大批主力，並把歐文列為重心，他的伤愈复出对利物浦队是一个巨大的鼓舞，球隊終於有所起色。
- 2000-01年球季，歐文隨隊贏得英格蘭足總杯、聯賽杯和歐洲足協杯三項冠軍；同年歐文獲選為歐洲足球先生。

#### 皇家馬德里
- 自2002年起欧文赛季中段的失常狀態開始不穩定，屢受傷患困擾，利物浦的战绩也一落千丈。2004年利物浦成績急轉直下，導致侯利亞離職收場。在赛季末段，欧文的状态回升，最后帮助利物浦夺得了联赛的第4名。適逢合約到期，欧文決定於2004年夏季轉戰西班牙，投效西甲巨無霸皇家馬德里。
- 在皇馬欧文獲穿上屬正選號碼的11號球衣，但他效力了一季，始終未獲正選。唯一可喜者是欧文在皇馬每次後備上陣時他都尽力取得入球，當時的他入球率冠絕了該支西班牙班霸的所有進攻球員。不過在長居後備日子他始終無法忍受，翌年他以1800萬英磅返回英超加盟紐卡素。

#### 紐卡素
- 欧文加入紐卡素之后上陣不多，原因是他不停受到嚴重傷患困擾。欧文於2005-06年季尾的英超聯賽賽事正式復出，但在联赛最后一轮对阵欧文与热刺门将罗宾逊发生了严重碰撞导致右脚第五跖骨骨折，不得不在右脚钉上钢钉。从此欧文便和伤病紧密地联系在一起，2006年夏天的德国世界杯，欧文十字韧带撕裂突然倒下。
- 2008年初，前英格蘭領隊奇雲基瑾接掌紐卡素，欧文被委任為隊長，位置略為後移作進攻中場，令欧文重拾佳態，在2007-2008球季後半季連續在對伯明翰城、富咸、熱刺、雷丁4場賽事中各打進1球。全季攻入11球，帶領紐卡素免去降班的危險。自著名領隊卡比路於2007年執教英格蘭國家隊後，欧文的名字逐漸在上陣名單中消失，其後卡比路更表明不喜歡欧文的打法而且欧文顛峰期已過，因此暫時不會選擇欧文。
- 到了2008-2009球季，紐卡素季初表現突出，作客1:1逼和曼聯。但不久因各種事情令到紐卡素成績急跌，奇雲基瑾不滿高層干預轉會事情怒而辭職，加上班主艾殊利有清盤之意，更有傳聞指他會透過出售球員來還清債務，使一眾球員士氣低落，但隊長欧文仍有好表現，到達下半季因傷患而休養三個月，復出後首仗面對侯城。接近季尾階段，領隊堅尼亞因心臟病而暫時退出休養，班主艾殊利逐委任紐卡素名宿、英超入球最高保持者舒利亞暫代領隊一職，他上任後重用欧文，但自從欧文長達五月的入球荒後，欧文逐漸退居後備。在紐卡素最後一場護級戰中對阿士東維拉，欧文上陣23分鐘，但最後紐卡素仍落敗0:1，宣佈下季降班至英冠聯賽，由於紐卡素即將降班，外界推測欧文將來轉會，而不少英超球會均傳出對欧文感興趣，包括韋根、阿士東維拉和愛華頓等等，其中史篤城更公開表明有意簽入欧文。

#### 曼聯

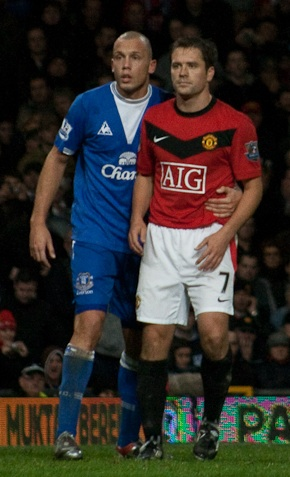
披上曼聯球衣的欧文

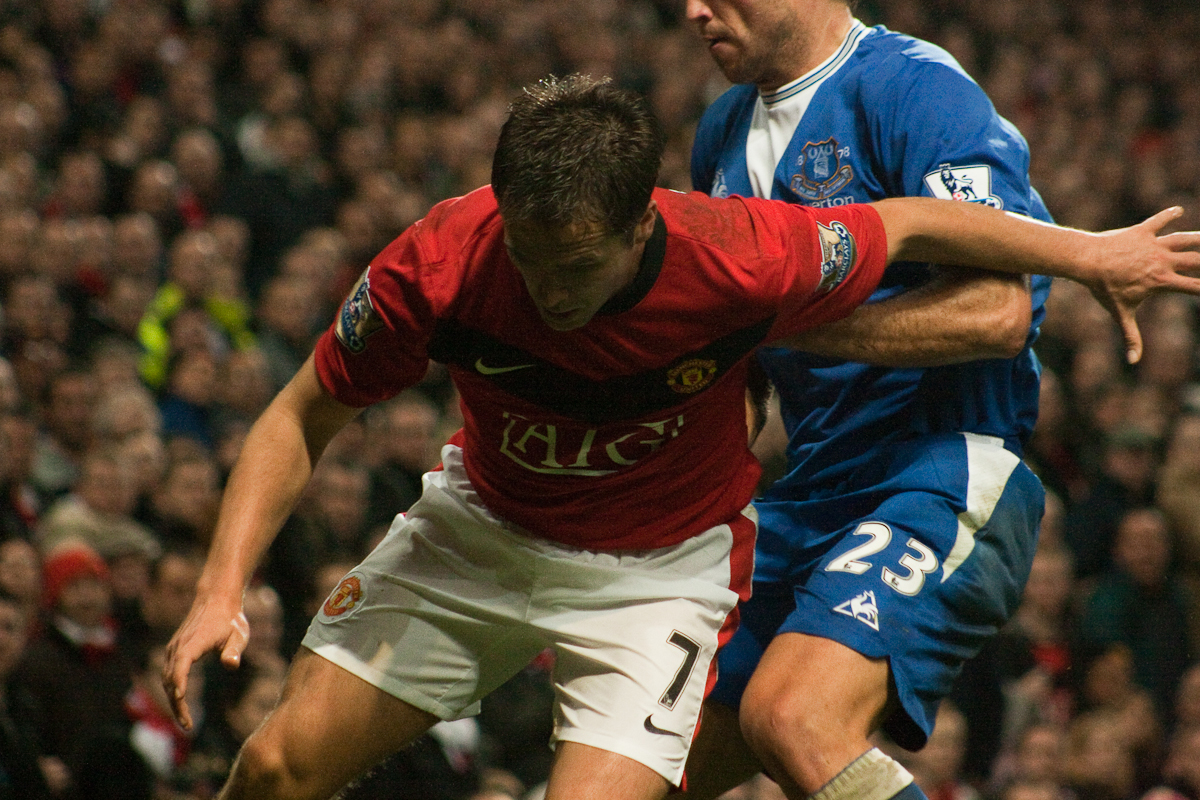
欧文突破對方防線

- 2009年7月4日凌晨，曼聯俱乐部官方宣布前利物浦，皇马和紐卡素球星欧文以自由身正式加盟，双方签订了一份为期两年的合同。曼聯能將死敵利物浦培養出來的超級射手免費召入球隊，合約規定欧文週薪為2萬英磅，若果他的表現理想，週薪便能夠升至11萬英磅之高；這使他成為歷來第四位同時效力過曼聯及利物浦的球員，被英国媒体称为“夏季最震惊的转会”。欧文於曼聯穿上刚刚离队的世界足球先生C朗拿度的7號球衣，并穿上了红魔传奇的7号球衣成为这一球队传奇号码的最新主人。
- 欧文的2009-10英超球季英超處子戰為首仗主場迎戰伯明翰，比賽末段後備入替貝碧托夫，並在尾段獲得單刀機會，可惜遭門將赫特救出，未能擴大比數。翌仗作客般尼的比賽，欧文更首發出戰，惜表現平平，未能取得入球。8月22日，欧文於對陣韋根的比賽中接應蘭尼傳球一射破網，替曼聯攻入處子入球。9月20日，欧文於補時階段為曼聯射進致勝球，以四比三擊敗同市宿敵曼城。
- 2010年2月28日，欧文职业生涯第一次参加在温布利球场举行的杯赛决赛，歐文進球幫助球隊逆轉，他攻入一球帮助球队最终以2：1战胜了阿斯顿维拉，夺得了联赛杯桂冠。在他代表曼聯出戰的6場聯賽杯賽中，歐文斬獲6球，名副其實的聯賽杯殺手。但是入球后不久欧文即拉伤大腿肌肉被替换下场，虽然赛后接受采访时欧文表示希望能够尽快恢复，但是之后的检查结果确认欧文将无法参加该赛季剩余的任何比赛，所以也实际终结了他希望入选英格兰2010年南非世界杯阵容的梦想。
- 2011年6月1日，曼联通过其官网宣布，俱乐部正式与欧文续签一份新合同，合同期为1年，这也意味着前英格兰金童留守老特拉福德至2012年。9月20日，寶刀未老的歐文獨進兩球，帶領「紅魔」曼聯週二在聯賽杯第3圈以3比0輕取利兹联，並報了2010年1月在英格蘭足總杯遭利兹联淘汰的一箭之仇。曼聯主帥弗格森賽後當然開心，尤其是傷癒復出就梅開二度的歐文更是得到了弗爵爺的點名表揚，“歐文的進球率難以置信，他的第二球太漂亮了。毋庸置疑，他仍然是英格蘭最好的終結者之一。”歐文是曼聯獲勝的最大功臣，賽季第一次出場的老金童贏得滿堂彩，幾乎帶領球迷坐上時光穿梭機回到他風光無限的10年前。
- 2011年11月2日的欧冠比赛中，31岁的欧文在本队2:0领先于时受伤。经过检查，伤势并没有开始认为的那么严重。而且已经得到了曼联的证实。自欧文2009年加入曼联，已经为联队打了52场比赛，进17个球。无论是在替补席还是在赛场上，经常能看到他的身影。
- 2012年5月17日，因為球队无意续约，歐文以自由球員的身份离开了曼联。[2]

#### 史篤城
- 2012年9月6日，他以自由身正式加盟史篤城足球會，他會披上10號球衣。[3]
- 2013年3月19日，没有发佈会，也没有接受採访，33岁的歐文以一封直抒胸臆的公开信，在个人网站宣佈了他将在本賽季結束後退役的消息。

### 国家队
- 適逢是1998年世界盃，歐文入選英格蘭世界杯大軍，在十六強對陣阿根廷中出賽，在上半场结束前他接應隊友碧咸的傳送後长驱直入，並利用自己的速度先後避過兩名後衛射遠柱入網，打进了当屆最精彩的进球之一。於是歐文一戰成名，包括曼联等多家俱乐部紛紛出高價收購，但被利物浦一一拒絕。
- 2000年中，由于英格兰过早的出局，使得欧文没能再次展现自己的才华。但是，联赛开始后，作为替补出场的欧文也没有给大家带来什么新奇。直到英格兰逼平法国队时，也是作为替补登场的欧文，却成为了英格兰的救星。在随后的联赛中，首先上演帽子戏法，然后暂时登上射手榜的首位，似乎他已经找回了原来的自己。
- 2005-06球季季尾，他成功克服了傷患復出並入選英格蘭世界盃23人大軍。可惜在分組賽對瑞典一役中，開賽不久便嚴重受傷，這傷患亦令他要再次長時間養傷。他隨後往美國治療並進行韌帶手術後，移植由一位已逝者捐出的膝部韌帶組織，康復良好紐卡素傷疲盡起征雷丁。
- 2007年6月欧文於英格蘭對愛沙尼亞的歐洲國家盃外圍賽賽事射入其復出後首個入球。2007年11月16日代表英格蘭友賽奧地利拉傷，休息4-7週。

### 賽馬事業
奧雲喜歡賽馬，曾考慮轉任騎師，在球員生涯中曾因為過度沉迷賽馬賭博而被警告。於退役前開始投資賽馬，自行擁有馬房及專屬騎師，甚至親自參加育馬工作。其中最為著名的馬匹是啡豹，曾贏出一級賽愛爾蘭聖烈治錦標以及二級賽古活盃。

## 职业生涯统计

### 俱乐部
| 俱乐部     | 赛季      | 联赛 | 联赛 | 杯赛 | 杯赛 | 联赛杯 | 联赛杯 | 欧洲赛事 | 欧洲赛事 | 其它 | 其它 | 总计 | 总计 |
| 俱乐部     | 赛季      | 出场 | 进球 | 出场 | 进球 | 出场   | 进球   | 出场     | 进球     | 出场 | 进球 | 出场 | 进球 |
| ---------- | --------- | ---- | ---- | ---- | ---- | ------ | ------ | -------- | -------- | ---- | ---- | ---- | ---- |
| 利物浦     | 1996–97   | 2    | 1    | 0    | 0    | 0      | 0      | 0        | 0        | 0    | 0    | 2    | 1    |
| 利物浦     | 1997–98   | 36   | 18   | 0    | 0    | 4      | 4      | 4        | 1        | 0    | 0    | 44   | 23   |
| 利物浦     | 1998–99   | 30   | 18   | 2    | 2    | 2      | 1      | 6        | 2        | 0    | 0    | 40   | 23   |
| 利物浦     | 1999–2000 | 27   | 11   | 1    | 0    | 2      | 1      | 0        | 0        | 0    | 0    | 30   | 12   |
| 利物浦     | 2000–01   | 28   | 16   | 5    | 3    | 2      | 1      | 11       | 4        | 0    | 0    | 46   | 24   |
| 利物浦     | 2001–02   | 29   | 19   | 2    | 2    | 0      | 0      | 10       | 5        | 2    | 2    | 43   | 28   |
| 利物浦     | 2002–03   | 35   | 19   | 2    | 0    | 4      | 2      | 12       | 7        | 1    | 0    | 54   | 28   |
| 利物浦     | 2003–04   | 29   | 16   | 3    | 1    | 0      | 0      | 6        | 2        | 0    | 0    | 38   | 19   |
| 利物浦     | 总计      | 216  | 118  | 15   | 8    | 14     | 9      | 49       | 21       | 3    | 2    | 297  | 158  |
| 皇家马德里 | 2004–05   | 36   | 13   | 4    | 2    | –      | –      | 5        | 1        | 0    | 0    | 45   | 16   |
| 皇家马德里 | 总计      | 36   | 13   | 4    | 2    | –      | –      | 5        | 1        | 0    | 0    | 45   | 16   |
| 纽卡斯尔   | 2005–06   | 11   | 7    | 0    | 0    | 0      | 0      | 0        | 0        | 0    | 0    | 11   | 7    |
| 纽卡斯尔   | 2006–07   | 3    | 0    | 0    | 0    | 0      | 0      | 0        | 0        | 0    | 0    | 3    | 0    |
| 纽卡斯尔   | 2007–08   | 29   | 11   | 3    | 1    | 1      | 1      | 0        | 0        | 0    | 0    | 33   | 13   |
| 纽卡斯尔   | 2008–09   | 28   | 8    | 2    | 0    | 2      | 2      | 0        | 0        | 0    | 0    | 32   | 10   |
| 纽卡斯尔   | 总计      | 71   | 26   | 5    | 1    | 3      | 3      | 0        | 0        | 0    | 0    | 79   | 30   |
| 曼联       | 2009–10   | 19   | 3    | 1    | 0    | 4      | 2      | 6        | 4        | 1    | 0    | 31   | 9    |
| 曼联       | 2010–11   | 11   | 2    | 2    | 1    | 1      | 2      | 2        | 0        | 1    | 0    | 17   | 5    |
| 曼联       | 2011–12   | 1    | 0    | 0    | 0    | 2      | 3      | 1        | 0        | 0    | 0    | 4    | 3    |
| 曼联       | 总计      | 31   | 5    | 3    | 1    | 7      | 7      | 8        | 5        | 2    | 0    | 52   | 17   |
| 总计       | 总计      | 353  | 162  | 27   | 12   | 24     | 19     | 63       | 26       | 5    | 2    | 473  | 221  |

最後更新：2011-12-22

## 生涯榮譽

### 球會
利物浦
- 英格蘭足總盃：2000/01年；
- 英格蘭聯賽盃 ：2000/01年、2002/03年；
- 英格蘭社區盾:2001年；
- 歐洲足協杯：2000/01年；
- 歐洲超級盃：2001/02年；
- 英格蘭足總青年盃：1996年；

曼聯
- 英格蘭聯賽盃：2009/10年；
- 英格蘭超級聯賽：亚军 2009/2010；
- 英格蘭超級聯賽：2010/11年；
- 英格蘭社區盾: 2010年；

### 個人
- 英格兰足球超级联赛最佳射手：1997/98（18球）、1998/99（18球）；
- 英格蘭球員工會最佳青年球員：1998年
- 英超联赛年度最佳球员:（1997/98赛季）
- 歐洲足球先生：2001年（金球奖）
- 职业球员协会年度最佳新人：1997/98年
- 英国广播公司年度体育人物：1998年
- 西班牙足球甲级联赛：亚军2005年

## 打法风格
在他的巅峰时期，欧文以他出色的速度、机智灵活以及他的技术能力和进球嗅觉而备受推崇。这使他被认为是他那个时代最伟大的英格兰和英超射手之一。欧文是一个进球能力出众的射手，他有着强大而精准的射门技术，尽管身高不高，他在头球方面也非常出色。由于他出色的短传能力和视野，他也能与队友建立联系并创造机会。然而，尽管他年少时才华横溢，欧文在职业生涯中面临许多伤病问题，这在后来影响了他的速度、体能、灵活性和整体表现的稳定性。

## 外部連結
- 迈克尔·欧文官方網站 （页面存档备份，存于）
- 迈克尔·欧文 – FIFA國際賽競賽紀錄 (存檔)
- 足球数据库：迈克尔·欧文的球员统计数据